# Hemerobius disparilis
Hemerobius disparilis är en insektsart som beskrevs av Navás 1936. Hemerobius disparilis ingår i släktet Hemerobius och familjen florsländor. Inga underarter finns listade i Catalogue of Life.